# マーシャン
マーシャン（MARTIAN
）とは、佐藤商事が展開する商標、あるいはそのオリジナルブランド。火星人を模したユニークなトレードマークで知られる。

## 概要
第二次世界大戦終戦直後の1946年1月、当時の社長が金属製食器や雑貨商品のトレードマークとして用いるため、イギリスの会社の商標図案（オイルポンプ）に想を得て作成。1958年には当時話題となっていた火星人に似ていることからマーシャンと名付けた。
マーシャンとは火星人を意味する英語で、宇宙開発時代を見据え、世界市場に飛び出そうとする理想の象徴として命名したという。その後社章として制定することが決まり、1960年特許庁への出願を経て、商標としても確立。
プロダクトデザイナーの柳宗理が手掛けるステンレス製のカトラリーや鍋、鉄製フライパンの他、耐熱ガラスボールなどの調理器具に付けられている。
現在でも佐藤産業の工場に大きく描かれており、そのユニークさからVOW MEGA-MIX!!?2（JICC出版、1993年1月）のネタにも取り上げられた。
いつまでも赤心を忘れないことを目的とし、理想に燃える生まれたての赤ん坊をイメージ しているため、年齢の設定は0歳。先祖を火星人としており、モットーは誠実・親切。特技は一度見たら忘れられない、すぐに覚えてもらえる事。

## キャラクターデザイン
1.5頭身のキャラクターで、将来発展すると言われる大きな顔が特徴。啓蒙と想像あふれる精神のもと、誠意と責任ある会社を目指すことを意味して顔を大きくしたという。頭部には人の和、仁義、礼、知、信を重んじる心を表すと同時に、地球5大陸、世の中の動きを敏感に感じ取る5本の髪の毛が生えている。手は金属会社であるということ、またチャンスをつかみ取る という意味合いを込めてスパナを表象。ヤットコを象った足は左右に踏ん張る元気さを表している。

## 主要納品先
- サンマルク[6]
- 帝国ホテル[6]
- 日本郵船飛鳥II[6]
- パレスホテル[6]
- びっくりドンキー[6]
- ホテルオークラ[6]
- ホテルニューオータニ[6]
- リーガロイヤルホテル[6]
- ルートインホテルズ[6]